# David Levine
David Levine (New York, 20 dicembre 1926 – New York, 29 dicembre 2009) è stato un artista statunitense.

## Biografia
Noto soprattutto per le sue caricature pubblicate su Esquire e sulla New York Review of Books, divenne nel 1971 membro della National Academy of Design. Ai suoi disegni sono state dedicate mostre in tutto il mondo. Parte delle sue opere originali è conservata nel Brooklyn Museum. In Italia le sue caricature accompagnavano articoli de "La Stampa"; nel 1969 Einaudi ne pubblicò una raccolta con il titolo Identikit.  
Nel 1987 ha ricevuto il Premio Internazionale di Satira Forte dei Marmi per il disegno umoristico. 